# 8006 Tacchini
8006 Tacchini è un asteroide della fascia principale. Scoperto nel 1988, presenta un'orbita caratterizzata da un semiasse maggiore pari a 2,6602539 UA e da un'eccentricità di 0,0309846, inclinata di 15,26622° rispetto all'eclittica.
È stato dedicato all'astronomo italiano Pietro Tacchini vissuto a cavallo tra il XIX e il XX secolo.